# Harthenbach
Der Harthenbach, auch Harthebach, ist ein rechter Zufluss zur Wilden Weißeritz im Tharandter Wald bei Somsdorf, Sachsen. 

## Verlauf
Der Harthenbach entspringt am Nordwesthang der Viehweghöhe (405 m) auf der Gemarkungsgrenze von Borlas und Lübau. Er fließt in seinem gesamten Lauf in nordwestliche Richtung und erreicht nach 70 m die Gemarkung von Somsdorf. Westlich der Somsdorfer Höhe fließt der Bach mit starkem Gefälle durch ein enges Kerbtal in den Tharandter Wald und das Naturschutzgebiet Weißeritztalhänge. Unterhalb der Stillen Liebe stürzt der Harthenbach in seinem Unterlauf wasserfallartig ins Weißeritztal, dieser schwer zugängliche Talabschnitt wird auch Harthenbachfälle genannt. Nach 1,3 km mündet der Harthenbach gegenüber der alten Floßholzabwurfstelle Bellmanns Los an der Eisenbahnbrücke in die Wilde Weißeritz.

## Tourismus
Der Oberleitenweg führt von der Schutzhütte Waldblick an der Felsklippe Stille Liebe über eine Stiege zum Harthenbach hinunter; danach verläuft der Wanderweg ca. 350 m bachaufwärts durch den mittleren Harthengrund, bevor er über die Leite nach Edle Krone weiterführt.

## Natur
Die Steilhänge am Unterlauf des Bach zeichnen sich durch reiche Hangfußstandorte und ausgehagerte Felsklippen mit Kiefern und Blaubeeren aus. Im Hartengrund befinden sich auf einer alten Weißtanne Exemplare der nach dem Verschwinden dieser erzgebirgstypischen Baumart in Sachsen sehr selten gewordenen Tannenmistel.